# شورای اروپایی

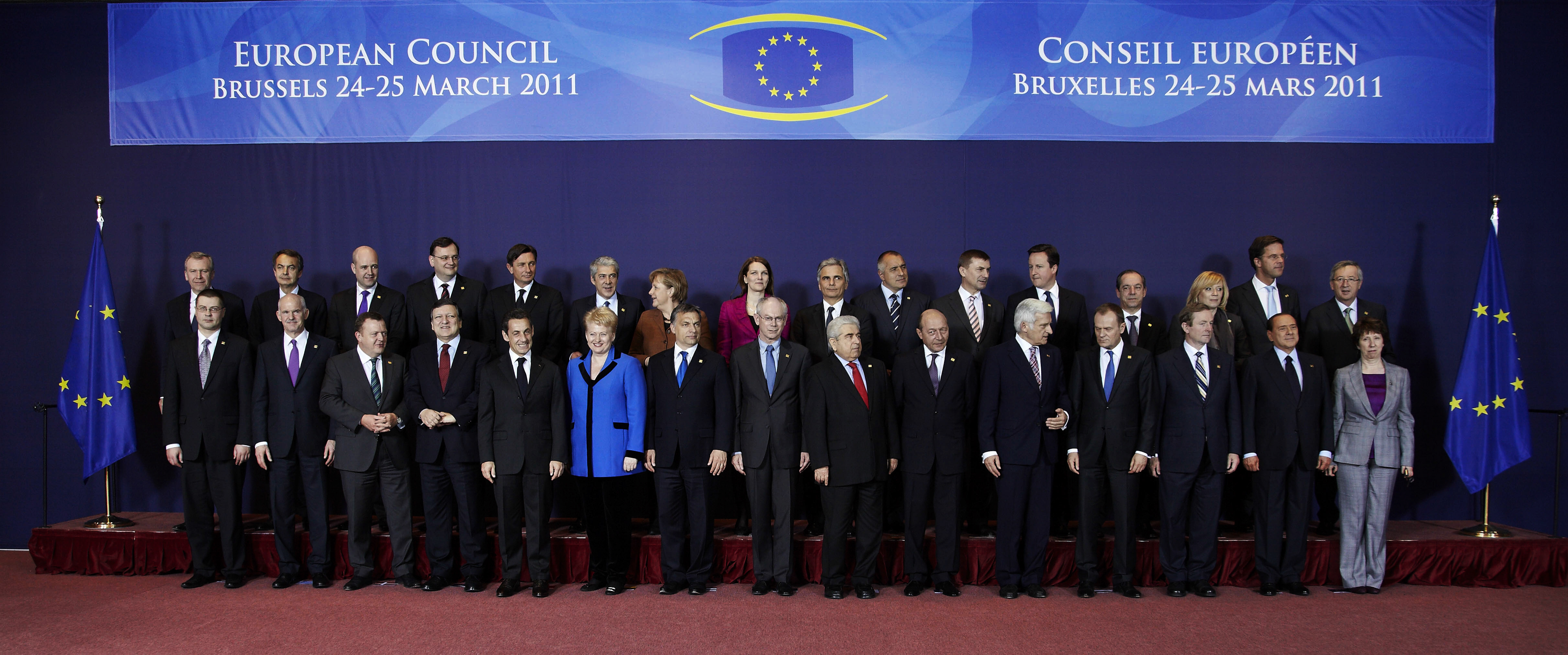
نشست مارس ۲۰۱۱ اعضای شورای اروپایی در بروکسل

شورای اروپایی (به فرانسوی: Conseil européen) یکی از نهادهای اتحادیه اروپا است که نخست در سال ۱۹۷۵ به صورت غیررسمی تأسیس شد و سپس در سال ۲۰۰۹ میلادی، مطابق با پیمان لیسبون به یکی از نهادهای رسمی اتحادیه اروپا تبدیل شد.
جلسات این نهاد با حضور سران دولت‌ها یا سران حکومت‌های کشورهای عضو اتحادیه اروپا به‌همراه رئیس شورای اتحادیه اروپا، رئیس کمیسیون اروپا و نماینده عالی اتحادیه اروپا در سیاست خارجی و امور امنیتی برگزار می‌شود.
با وجود آنکه این شورا حق قانون‌گذاری ندارد، اما مطابق با پیمان لیسبون برای مشخص کردن «جهت‌گیری‌های کلی سیاسی و اولویت‌های اتحادیه اروپا» بنیان نهاده شده‌است؛ بنابراین این شورا یکی از نهادهای استراتژیک اتحادیه اروپا به‌شمار می‌رود.
جلسات این شورا، معمولاً با عنوان نشست سران ای‌یو (EU summit) شناخته می‌شود. این جلسات معمولاً حداقل دو بار در هر نیمهٔ سال در ساختمان ستاد شورای اروپا (JUSTUS Lipsius) در بروکسل برگزار می‌شود.
پس از دو دورهٔ دو و نیم ساله که هرمن ون رومپوی ریاست این شورا را بر عهده داشت؛ سپس در ۸ شهریور ۱۳۹۳ خورشیدی، سران ۲۸ کشور عضو اتحادیه اروپایی، دونالد توسک را به عنوان رئیس این شورا برگزیدند. شارل میشل از ۱ دسامبر ۲۰۱۹  عهده‌دار این سمت می‌باشد.

## اعضا

وابستگی سیاسی-اروپایی اعضای فعلی شورای اروپا

| کشور                | عضو                                    | گرایش‌سیاسی | گرایش‌سیاسی       | عضویت‌از        | طول‌دوره        | انتخابات‌ها | انتخابات‌بعدی | سهم‌جمعیت | یادداشت‌ها                                                                                         |
| ------------------- | -------------------------------------- | ---------- | ---------------- | -------------- | -------------- | ---------- | ------------ | -------- | ------------------------------------------------------------------------------------------------- |
| اتحادیه اروپا       | رئیس شورای اروپایی شارل میشل           |            | اروپای‌نوین – MR  | ۱ دسامبر ۲۰۱۹  | ۵ سال، ۱۰۷ روز | ۲۰۲۲ ۲۰۱۹  | ۲۰۲۴         | —        | فاقد حق رای میشل قبلاً بین اکتبر ۲۰۱۴ تا اکتبر ۲۰۱۹ به عنوان نخست‌وزیر بلژیک عضو این شورا بوده است. |
| اتحادیه اروپا       | رئیس کمیسیون اروپا اورسولا فون در لاین |            | مردم اروپا – CDU | ۱ دسامبر ۲۰۱۹  | ۵ سال، ۱۰۷ روز | ۲۰۱۹       | ۲۰۲۴         | —        | فاقد حق رای                                                                                       |
| اتریش               | صدراعظم کارل نهامر                     |            | مردم اروپا – ÖVP | ۶ دسامبر ۲۰۲۱  | ۳ سال، ۱۰۲ روز | —          | ۲۰۲۴         | ۱.۹۹٪    | رئیس دولت                                                                                         |
| بلژیک               | نخست‌وزیر الکساندر دی کرو               |            | اروپای‌نوین – OV  | ۱ اکتبر ۲۰۲۰   | ۴ سال، ۱۶۸ روز | ۲۰۱۹       | ۲۰۲۴         | ۲.۵۸٪    | رئیس دولت                                                                                         |
| بلغارستان           | نخست‌وزیر Nikolai Denkov                |            | Una. – PP        | ۶ ژوئن ۲۰۲۳    | ۱ سال، ۲۸۵ روز | ٢٠٢٣       | ۲۰۲۷         | ۱.۵۵٪    | رئیس دولت                                                                                         |
| کرواسی              | Prime Minister Andrej Plenković        |            | مردم اروپا – HDZ | ۱۹ اکتبر ۲۰۱۶  | ۸ سال، ۱۵۰ روز | ۲۰۲۰ ٢٠١۶  | ۲۰۲۴         | ۰.۹۰٪    | رئیس دولت                                                                                         |
| قبرس                | رئیس‌جمهور نیکوس کریستودولیدس           |            | مستقل            | ۲۸ فوریه ۲۰۲۳  | ۲ سال، ۱۸ روز  | ۲۰۲۳       | ۲۰۲۸         | ۰.۲۰٪    | رئیس کشور و رئیس دولت                                                                             |
| Czech Republic      | Prime Minister Petr Fiala              |            | ECR – ODS        | ۱۷ دسامبر ۲۰۲۱ | ۳ سال، ۹۱ روز  | 2021       | 2025         | 2.36%    | Head of government                                                                                |
| Denmark             | Prime Minister Mette Frederiksen       |            | S&D – S          | ۲۷ ژوئن ۲۰۱۹   | ۵ سال، ۲۶۴ روز | 2022 2019  | 2026         | 1.30%    | Head of government                                                                                |
| Republic of Estonia | Prime Minister Kaja Kallas             |            | Renew – ER       | ۲۶ ژانویه ۲۰۲۱ | ۴ سال، ۵۱ روز  | 2023       | 2027         | 0.30%    | Head of government                                                                                |